# 朗福德 (密西西比州)
朗福德（英語：Langford）是位於美國密西西比州蘭金縣的非建制地區。

## 歷史
朗福德的郵局於1892年設立，其後於1934年停運。

## 地理
朗福德所處的海拔為高於海平面120米（即394英呎），而該地所採用的時區為UTC-6，即北美中部時區（CST）。同時該地設有夏令時間，為UTC-6調快一小時，即UTC-5（CDT）。